# (31109) Janpalouš
(31109) Janpalouš, désignation internationale (31109) Janpalous, est un astéroïde de la ceinture principale.

## Description
(31109) Janpalous est un astéroïde de la ceinture principale. Il fut découvert le 14 août 1997 à l'Observatoire Kleť par Miloš Tichý et Zdeněk Moravec. Il présente une orbite caractérisée par un demi-grand axe de 2,30 UA, une excentricité de 0,07 et une inclinaison de 6,9° par rapport à l'écliptique.

## Compléments